# アマリア (小惑星)
アマリア (284 Amalia) は小惑星帯にある大きな小惑星の一つ。
1889年5月29日にニースでオーギュスト・シャルロワによって発見された。アマリアというのは女性名であるが、正確な由来は不明。